# Sergio García (pilote moto)
Pour l’article homonyme, voir Sergio García.
Sergio García né le 22 mars 2003 est un pilote de moto espagnol.
Sergio Garcia, qui a remporté le Pré-Moto3 espagnol en 2016, rejoint le FIM CEV Repsol Moto3 dès l’année suivante et ne tarde à se distinguer, comme en témoigne cette victoire à Montmeló. Septième du classement général, ce Valencien fera encore mieux un an plus tard. Fort de quatre succès, il manque le titre de peu et ce malgré une blessure à la mi-saison. En 2019, il fait ses grands débuts en mondial toujours soutenu par la structure Estrella Galicia 0,0. Il y connaîtra une fin d’année en apothéose avec quatre Tops 10 en six courses, dont cette deuxième place en Malaisie et ce fameux triomphe à Valence. En 2020, il empoche deux nouveaux podiums pour se hisser au neuvième rang. Et recruté par le team Aspar, il s’affirme un peu plus à compter de 2021, comme l'attestent ces trois Grands Prix remportés, ses belles prestations d’Assen, du Red Bull Ring et de Valence, sans oublier cette troisième position au Championnat. Le n°11 avait pourtant manqué deux épreuves en raison d’une lésion à un rein. 2022 aurait pu enfin tourner à son avantage. Il s’illustrera à trois reprises et se hissera sept autres fois parmi les trois premiers ; ce qui lui vaudra de mener un long moment au général. Hélas, son coéquipier Izan Guevara se montrait plus fort et mettait fin au débat dès l’Australie. Il s’en tenait donc au trophée de dauphin. En 2023, il porte les couleurs du team Flexbox HP40 en Moto2™ et se classe cinquième des GP de Catalogne et d'Inde. L'Espagnol est 15e du général et prend la direction du team MT Helmets MSI pour 2024. Après avoir mené le Championnat pendant une grande partie de la saison grâce notamment à deux succès, le n°3 s'est complétement écroulé en seconde partie d'année après un accident domestique qui l'a fortement handicapé et termine au pied du podium.

## Résultats en championnats

### Par saisons
(Mise à jour après le  Grand Prix moto de la Communauté valencienne 2023)
| Sais  | Cat.  | Moto    | Course | Vict | Pod | Pole | M.tour | Pts | Class | Titre |
| ----- | ----- | ------- | ------ | ---- | --- | ---- | ------ | --- | ----- | ----- |
| 2019  | Moto3 | Honda   | 17     | 1    | 2   | 0    | 0      | 76  | 15e   | -     |
| 2020  | Moto3 | Honda   | 15     | 0    | 2   | 0    | 3      | 90  | 9e    | -     |
| 2021  | Moto3 | Gas Gas | 16     | 3    | 6   | 1    | 1      | 188 | 3e    | -     |
| 2022  | Moto3 | Honda   | 20     | 3    | 10  | 1    | 0      | 257 | 2e    | -     |
| 2023  | Moto2 | Kalex   | 20     | 0    | 0   | 0    | 0      | 84  | 15e   | -     |
| Total |       |         | 88     | 7    | 20  | 2    | 4      | 695 |       | 0     |

### Par catégorie
(Mise à jour après le Grand Prix moto des Pays-Bas 2022)
| Catégorie | Année | 1er GP   | 1er Podium | 1re Victoire | Courses | Victoires | Podiums | Pole | M.tours¹ | Points | Titres |
| --------- | ----- | -------- | ---------- | ------------ | ------- | --------- | ------- | ---- | -------- | ------ | ------ |
| Moto3     | 2019- | ARG 2019 | MAL 2019   | VAL 2019     | 59      | 7         | 17      | 2    | 4        | 536    | 0      |
| Total     | 2019- |          |            |              | 59      | 7         | 17      | 2    | 4        | 536    | 0      |

### Résultats détaillés
Légende: les courses en gras indiquent la pole position, les courses en italiques indiquent le tour le plus rapide.
| Année | Catégorie | Constructeur | 1      | 2       | 3      | 4       | 5       | 6      | 7       | 8      | 9      | 10      | 11     | 12      | 13      | 14    | 15      | 16    | 17      | 18    | 19    | 20  | Pos | Pts |
| ----- | --------- | ------------ | ------ | ------- | ------ | ------- | ------- | ------ | ------- | ------ | ------ | ------- | ------ | ------- | ------- | ----- | ------- | ----- | ------- | ----- | ----- | --- | --- | --- |
| 2019  | Moto3     | Honda        | QAT    | ARG DNS | AME 19 | SPA Ab. | FRA Ab. | ITA 13 | CAT Ab. | NED 15 | GER 11 | CZE Ab. | AUT 27 | GBR 19  | RSM Ab. | ARA 7 | THA 14  | JPN 5 | AUS Ab. | MAL 2 | VAL 1 |     | 15e | 76  |
| 2020  | Moto3     | Honda        | QAT 11 | SPA 17  | ANC 8  | CZE 16  | AUT 16  | STY 10 | RSM 25  | EMR 17 | CAT 4  | FRA 11  | ARA 19 | TER Ab. | EUR 2   | VAL 2 | POR 4   |       |         |       |       |     | 9e  | 90  |
| 2021  | Moto3     | Gas Gas      | QAT 4  | DOA 23  | POR 8  | SPA 13  | FRA 1   | ITA 9  | CAT 1   | GER 7  | NED 2  | STY 2   | AUT 1  | GBR 16  | ARA 18  | RSM 4 | AME DNS | EMI   | ALR Ab. | VAL 2 |       |     | 3e  | 188 |
| 2022  | Moto3     | Gas Gas      | QAT 2  | IND 4   | ARG 1  | AME Ab. | POR 1   | ESP 2  | FRA 7   | ITA 1  | CAT 4  | GER 3   | NED 3  | GBR     | AUT     | RSM   | ARA     | JPN   | THA     | AUS   | MAL   | VAL | 1re | 182 |

* Saison en cours.
| Couleur | Résultat                     |
| ------- | ---------------------------- |
| Or      | Vainqueur                    |
| Argent  | 2e place                     |
| Bronze  | 3e place                     |
| Vert    | Terminé, dans les points     |
| Bleu    | Terminé, pas dans les points |
| Violet  | Abandon (Ab.) ou (Ret)       |
| Violet  | Non classé (NC)              |
| Rouge   | Pas qualifié (DNQ)           |
| Noir    | Disqualifié (DSQ)            |
| Blanc   | Pas au départ (DNS)          |
| Blanc   | Forfait (WD)                 |
| Blanc   | N'a pas participé (DNP)      |
| Blanc   | Blessé (INJ)                 |
| Blanc   | Exclu (EX)                   |
| Blanc   | Course annulée (C)           |

## Palmarès

### Victoires en Moto3: 7
| Année | Lieu du Grand Prix                           | Circuit                       | Ville               |
| ----- | -------------------------------------------- | ----------------------------- | ------------------- |
| 2019  | Grand Prix moto de la Communauté valencienne | Circuit de Valence            | Valence             |
| 2021  | Grand Prix moto de France                    | Circuit Bugatti               | Le Mans             |
| 2021  | Grand Prix moto de Catalogne                 | Circuit de Catalogne          | Barcelone           |
| 2021  | Grand Prix moto d'Autriche                   | Circuit de Spielberg          | Spielberg           |
| 2022  | Grand Prix moto d'Argentine                  | Autódromo Termas de Río Hondo | Santiago del Estero |
| 2022  | Grand Prix moto du Portugal                  | Circuit de Portimão           | Portimão            |
| 2022  | Grand Prix moto d'Italie                     | Circuit de Mugello            | Florence            |

### Victoires en Moto2: 2
| Année | Lieu du Grand Prix            | Circuit               | Ville           |
| ----- | ----------------------------- | --------------------- | --------------- |
| 2024  | Grand Prix moto des Amériques | Circuit des Amériques | Comté de Travis |
| 2024  | Grand Prix moto de France     | Circuit Bugatti       | Le Mans         |